# Oh! Look Who's Here!
Oh! Look Who's Here! è un cortometraggio muto del 1914 diretto da Norval MacGregor.

## Produzione
Il film fu prodotto dalla Selig Polyscope Company.

## Distribuzione
Distribuito dalla General Film Company, il film - un cortometraggio in una bobina - uscì nelle sale cinematografiche statunitensi l'11 settembre 1914.